# 克丽丝·冯·萨尔察
克丽丝·冯·萨尔察（英語：Chris von Saltza，1944年1月13日—），美国女子游泳运动员，主攻自由泳。她曾代表美国参加1960年夏季奥林匹克运动会游泳比赛，获得三枚金牌和一枚银牌。